# Gabriel Cortois de Quincey
Gabriel Cortois de Quincey (né à Dijon en 1714, mort à Belley le 14 janvier 1791), ecclésiastique, est le dernier évêque de Belley de 1751 à 1791.

## Biographie
Gabriel Cortois de Quincey est le troisième fils de Antoine Cortois-Humbert, baron d'Attignat (1738) et d'Anne Guillaume dame de Quincey.  Il est l'oncle de deux évêques : Pierre-Marie-Magdeleine Cortois de Balore, évêque de Nîmes et Gabriel Cortois de Pressigny, évêque de Saint-Malo puis archevêque de Besançon, fils de son frère ainé Claude Antoine co-seigneur de Quincey avec lui.
Destiné à l'Église, il est archidiacre puis vicaire général du premier évêque de Dijon et de son successeur. Il reçoit à cette époque en 1746 la commende de abbaye Saint-Martin d'Autun. 
Nommé évêque de Belley en 1751, il est confirmé le 19 juillet puis consacré en août par Guillaume d'Hugues, archevêque de Vienne. En 1759, il procède à la translation des reliques de saint Anthelme en 1762. Il prend le parti des jésuites. Il est pourvu en commende de l'abbaye de Conches au diocèse d'Evreux en 1764. En 1772 il préside comme représentant du Saint-Siège le chapitre général des frères mineurs à Grenoble. En 1783 il devient aussi commendataire de l'abbaye d'Ambronay au diocèse de Lyon.
Après la promulgation de la Constitution civile du clergé il refuse de prêter le serment mais il continue de résider dans le palais épiscopal qu'il avait fait reconstruire. Il meurt le 14 janvier 1791 avant l'élection de l'évêque constitutionnel Jean-Baptiste Royer. Un monument funéraire lui fut élevé par ses deux neveux évêques.